# Jarl Pousar
Jarl Gunnar Pousar, född 26 september 1941 i Helsingfors, död 3 april 2004 i Vichtis, var en finsk bibliotekarie.
Pousar blev filosofie magister 1976. Han var 1969–1979 bibliotekarie vid Vetenskapliga samfundens bibliotek och 1979–2004 vid Bytescentralen för vetenskaplig litteratur.
Pousar var känd som en stor bibliofil, uppskattad även utanför Finlands gränser. Sin samling om ca 3000 originalutgåvor donerade han 1998 till Svenska litteratursällskapet. Han var 1980–2000 ordförande för Sällskapet Bokvännerna i Finland och utsågs sistnämnda år till hedersordförande. Han blev medlem av Association Internationale de Bibliophile 1996 och hedersmedlem i Svenska litteratursällskapet 1999. 